# Roberta Cowell
Roberta Elizabeth Marshall Cowell (* 8. April 1918 in Croydon; † 11. Oktober 2011 in Hampton) war eine britische Rennfahrerin. Sie wurde vor allem dafür bekannt, sich 1951 als erste Britin einer geschlechtsangleichenden Operation unterzogen zu haben. Im Zweiten Weltkrieg, vor ihrer Transition, war Cowell Mitglied eines Kampfpiloten-Geschwaders der Royal Air Force und geriet kurzzeitig in deutsche Kriegsgefangenschaft. Cowell bezeichnete sich zeitlebens nicht als trans, sondern als intergeschlechtlich, obgleich dies mit ihrer Biografie teilweise inkonsistent ist.

## Frühes Leben
Roberta Cowell wuchs im Stadtbezirk Croydon von London auf. Sie stammte aus einer Familie der Oberschicht, da ihr Vater Sir Ernest Marshall Cowell Generalmajor und königlicher Chirurg ehrenhalber war. Roberta Cowell besuchte ab dem Alter von zehn Jahren eine reine Jungenschule, deren Verkehrsclub sie besonders schätzte. Als Jugendliche interessierte sie sich zudem für Fotografie sowie Filmdreh und hielt ihre Eindrücke während Reisen mit einem Schulfreund in Belgien, Österreich sowie in Deutschland in der Zeit des Nationalsozialismus  per Kamera fest. In Deutschland wurde sie nach dem Filmen eines Soldatentrainings festgenommen. Da sie auf dem Polizeirevier nach wenigen Stunden in ihrer Arrestzelle die zerstörte Aufnahme präsentierte, kam sie wieder frei. Allerdings hatte sie in Wahrheit unbenutztes Filmmaterial zerrissen und brachte den Schmalfilm so außer Landes.
1934 verließ Cowell für eine Ausbildung zur Fluggerätmechanikerin bei GAL die Schule. Nach zwei Jahren ging sie stattdessen zur Royal Air Force (kurz RAF), um Pilotin zu werden, was an ihrer Luftkrankheit scheiterte. Im selben Jahr begann Cowell ein Ingenieurwissenschaften-Studium am University College London. Zudem eignete sie sich Wissen über Profi-Autosport an, indem sie sich Mechanikerkleidung tragend in die Brooklands-Boxengassen schlich, wo sie Fahrern half und sich mit „Kollegen“ austauschte. Bald darauf gewann sie ihr erstes Rennen in Land’s End. 1939 besaß Cowell mehrere Rennwagen und nahm an einem Grand Prix in Antwerpen teil. Zudem erwarb sie noch vor Kriegsbeginn eine private Pilotenlizenz und schloss ein Flugtraining auf einem RAF-Stützpunkt in Warwickshire diesmal erfolgreich ab.

## Zweiter Weltkrieg
Im Dezember 1940 wurde Cowell als Second Lieutenant in die Royal Army Service Corps einberufen. Vor ihrer Stationierung als Ingenieurin in Island heiratete Cowell im Juni 1941 ihre ehemalige Kommilitonin Diana Margaret Zelma Carpenter, die ebenfalls Rennfahrerin war. Anfang 1942 wechselte Cowell als Pilot Officer zur RAF. Cowell war zunächst Mitglied eines Spitfire-Kampfgeschwaders. Während einer NG&A-Mission geriet sie kurz vorm D-Day unter Beschuss der deutschen Luftabwehr. Wegen ihrer defekten Sauerstoffanlage verlor Cowell über Fruges in einer Höhe von knapp 9.500 Metern das Bewusstsein und flog eine Stunde lang ziellos umher. Sie wachte schließlich auf und schaffte es dank Funkanweisungen der Zentrale stark benommen zum Stützpunkt. Ein anderes Mal konnte sie in letzter Sekunde auf einer Klippe an der englischen Küste notlanden, als ihr nach einem Einsatz der Sprit ausging. Einige Monate danach wechselte Cowell in ein Jagdbomber-Geschwader.
Im November 1944 erfasste Cowell Bodenziele über Bocholt, als der Motor sowie ein Flügel ihres Jagdbombers von der Luftabwehr zerschossen wurden. Cowell wurde bald nach ihrer Notlandung von deutschen Truppen gefangen genommen. Nach zwei erfolglosen Fluchtversuchen verbrachte Cowell einige Zeit in einem Verhörzentrum in der Gegend um Frankfurt. Einmal sah sie sich während eines alliierten Bombenangriffs in einem Schutzbunker mit feindseligen Einheimischen konfrontiert. Sie konnte diese ruhig stimmen, indem sie auf Deutsch log, nur Jagdflugzeuge zu fliegen und ihre Eltern während des Blitzkriegs verloren zu haben.
Nach einigen Wochen wurde Cowell im Kriegsgefangenenlager Stalag Luft 1 in Barth interniert. Dort unterrichtete sie Mitgefangene in Automobil-Technik und lehnte sowohl Geschlechtsverkehr mit mehreren Häftlingen, die sie für einen homosexuellen Mann hielten, als auch eine weibliche Rolle im Lagertheater ab. Ihre Motivation für letzteres war nach Cowells Angaben der Versuch, Gerüchten über ihre angebliche Homosexualität entgegenzuwirken. Kurz vor Kriegsende litt Cowell wegen der schlechten Versorgung im Lager unter Krätze, nahm trotz Hilfspaketen des Roten Kreuzes mehr als 20 Kilo ab und sah sich wie viele andere Häftlinge gezwungen, dort streunende Katzen roh zu verspeisen. Im Mai 1945 verließen die Deutschen das Lager und überließen die Insassen sich selbst. Wenige Tage darauf traf die Rote Armee ein und befreite das Lager; nach einer Woche brachte eine Boeing B-17 Cowell und ihre Landsleute zurück ins Vereinigte Königreich.

## Transition
Nach dem Ende des Militärdienstes gründete Cowell 1946 einen eigenen Rennstall. Trotz beruflichen Erfolgen wie der Teilnahme an den Brighton Speed Trials sowie dem Grand Prix in Rouen-les-Essarts war sie zu dieser Zeit nach eigener Aussage in schlechter psychischer Verfassung. Ihre PTBS machte sich bemerkbar, als sie im Kino während des Films Tödliches Geheimnis aufgrund einer Szene, in der die Hauptfigur in einer Spitfire unter Beschuss gerät, einen Flashback erlitt. 1948 trennte sich Cowell von Carpenter und suchte aufgrund schwerer Depressionen einen Psychiater auf, der ihr nicht helfen konnte. Ein schottischer, „unorthodoxer“ Fachmann habe schließlich mithilfe von Psychoanalyse bei Cowell ein vorwiegend weibliches Unterbewusstsein erkannt. Cowell habe bereits seit ihrer Kindheit von dieser Weiblichkeit gewusst, sie aber aus Scham mit aggressiv maskulinem Verhalten unterdrückt. Sie habe nicht ahnen können, dass diese Feminität ein grundlegender und tief verwurzelter Teil ihrer Persönlichkeit war.
Ab 1950 lebte Cowell öffentlich immer noch als Mann, nahm jedoch hohe Dosen Östrogen. Sie freundete sich zudem eng mit dem Medizinstudenten und trans Mann Michael Dillon an, nachdem sie sein Buch Self: A Study in Ethics and Endocrinology las, in dem er einen offenen Zugang zu geschlechtsangleichenden Maßnahmen forderte. Cowell war zuvor bei einem Sexologen in der Harley Street, der typisch weibliche Körpermerkmale bei ihr sah. Beispielsweise glichen Cowells Hüften, Schultern und Becken der einer durchschnittlichen Frau, ihr Adamsapfel sei dagegen stark unterentwickelt, was auch für ihre Brust gelte, die dennoch ebenfalls typisch feminin sei. Der Arzt diagnostizierte jedoch keine Intergeschlechtlichkeit, die im Land damals für eine geschlechtsangleichende Operation (GA-OP) nötig war. Dillon erklärte sich daher bereit, an Cowell eine für körperlich Gesunde illegale Entfernung beider Hoden vorzunehmen. Anschließend erhielt sie dank des Eingriffs die schriftliche Bestätigung eines Gynäkologen, intergeschlechtlich zu sein. Dadurch bekam sie eine neue Geburtsurkunde und ließ ihr Geschlecht behördlich umändern. Im Mai 1951 unterzog sich Cowell einer neuartigen, von Harold Gillies durchgeführten Vaginoplastie und erhielt offiziell die Vornamen Roberta Elizabeth.

## Späteres Leben
1954 musste Cowell eigene, zwischenzeitlich eröffnete Bekleidungs- und Autokonstruktionsunternehmen aufgeben, zudem konnte sie aufgrund ihres Geschlechts nicht mehr an Grand-Prix-Rennen teilnehmen. Allerdings weckte ihre nun erstmals öffentlich gemachte geschlechtsangleichende Maßnahme weltweit Interesse. Von der Picture Post erhielt Cowell für ein Feature 8.000 Pfund (2021 ungefähr 220.000 Pfund), kurz darauf erschien ihre Autobiografie, wobei ihr Anteil 1.500 Pfund (2021 gut 43.000 Pfund) betrug. Vor allem in den Vereinigten Staaten war das Interesse an Cowell groß, weil die dortige Presse seit dem Coming-out von Christine Jorgensen, der ersten landesweit berühmten trans Person, mehrere Features über trans Frauen veröffentlichte. In diesen wurde Geschlechtsidentität fälschlicherweise mit sexueller Orientierung gleichgesetzt, weswegen trans Frauen in der amerikanischen Öffentlichkeit nicht als weiblich, sondern als homosexuelle, effeminierte Männer angesehen wurden, da praktisch alle dieser Porträtierten vor der Transition laut eigener Aussage Beziehungen mit Männern geführt und Frauenkleider getragen hatten. Deswegen hob die amerikanische Presse Cowells frühere Ehe, Kinder und Tätigkeiten als Kampfpilotin sowie Rennfahrerin hervor, da alle diese Aspekte als Merkmale heterosexueller Maskulinität galten und Cowell somit „außergewöhnlich“ war. Auf Deutsch erschien Cowells Autobiografie ebenfalls 1954, und zwar im Wiener Verlag von Paul Zsolnay.
Cowell war weiterhin im Motorsport aktiv und gewann 1957 das traditionelle Bergrennen Shelsley Walsh Speed Hill Climb in Worcestershire. Ein Jahr darauf wollte sie mit einer alten De Havilland DH.98 Mosquito mit einem Flug über den Südatlantik einen neuen Weltrekord aufstellen. Allerdings scheiterte dies an fehlenden passenden Motoren für die Maschine, die zwei Jahre später verschrottet wurde. Cowell musste aufgrund von Schulden in Höhe von knapp 13.000 Pfund (2021 zirka 374.000 Pfund) wenig später Privatinsolvenz anmelden, wobei sie vor Gericht angab, keinerlei Vermögen zu besitzen und nach ihrer Transition hauptsächlich vom Geld ihres Vaters gelebt zu haben. Obgleich sie weiterhin als Rennfahrerin und Hobby-Pilotin in Erscheinung trag, zog sie sich Anfang der 1970er Jahre weitestgehend aus der Öffentlichkeit zurück.
1972 gab Cowell einem Reporter der The Sunday Times ein Interview, in dem sie eine geplante zweite Biografie erwähnte, die jedoch unveröffentlicht blieb. Sie behauptete während des Gesprächs wie schon in vorherigen Interviews, intergeschlechtlich zu sein, wobei sie sich als XX-Mann bezeichnete. Sie habe sich daher für die Operation entschieden. Dagegen seien Personen mit XY-Chromosom, die sich einer geschlechtsangleichenden Operation unterziehen, normale Leute, die ihr nacheifern wollten und den Eingriff später bereuten, da sie dadurch zu „Freaks“ würden. Allerdings ist erstere Behauptung unwahrscheinlich, da Cowell als XX-Mann unfruchtbar gewesen wäre. Im Interview erklärte sie zudem, aufgrund ihrer typisch weiblichen Brustentwicklung als Jugendliche eine Art BH getragen zu haben, obwohl sich dies nicht mit dem Befund des Sexologen aus der Harley Street deckt.  In ihrer Biografie erklärte sie dagegen, dass ihre Intergeschlechtlichkeit ein Sonderfall sei. Diese wäre eine Kombination aus einem Fehler bei der Geschlechtsdetermination sowie emotional bedingten Drüsenveränderungen im Erwachsenenalter. Historiker bezeichnen Cowell meistens als trans Frau, deren Behauptung, intergeschlechtlich zu sein, dazu diente, an die Operation und rechtliche Anerkennung als Frau zu gelangen; zudem habe sich Cowell aufgrund der damaligen weitverbreiteten gesellschaftlichen Ablehnung dieser Personengruppe mit den Interviews von anderen trans Personen distanzieren wollen.
Ende der 1980er starb Cowells langjährige Lebensgefährtin Lisa, die sie am Anfang ihrer Transition kennen lernte. Daraufhin zog Cowell in eine betreute Wohnanlage in Hampton. Nachbarn beschrieben sie als sehr zurückgezogen, wobei sie jedoch gelegentlich mit ihnen über ihre Vergangenheit als Rennfahrerin sowie Pilotin sprach und weiterhin Rennwagen fuhr. Cowell, die in ihren letzten Lebensjahren an einer Kamptokormie sowie schweren Beinödemen litt, wurde am 11. Oktober 2011 von ihrem Vermieter tot in ihrer Wohnung aufgefunden. Dabei wurde über ihr Begräbnis, dem lediglich sechs Freunde beiwohnten, auf ihren Wunsch nicht öffentlich berichtet. Erst zwei Jahre danach wurde ihr Tod durch ein Feature in der The Independent bekannt; Cowells Töchter erfuhren erst durch diesen von ihrem Ableben, da sie Cowell in ihrer Kindheit nach der Transition nie wieder sahen und diese auch spätere Kontaktversuche ignorierte. 2020 folgte ein weiteres Feature über Cowell in einer Artikelserie der New York Times über aus der öffentlichen Wahrnehmung verschwundenen Verstorbenen mit interessanten Biografien.